# Gjensidige

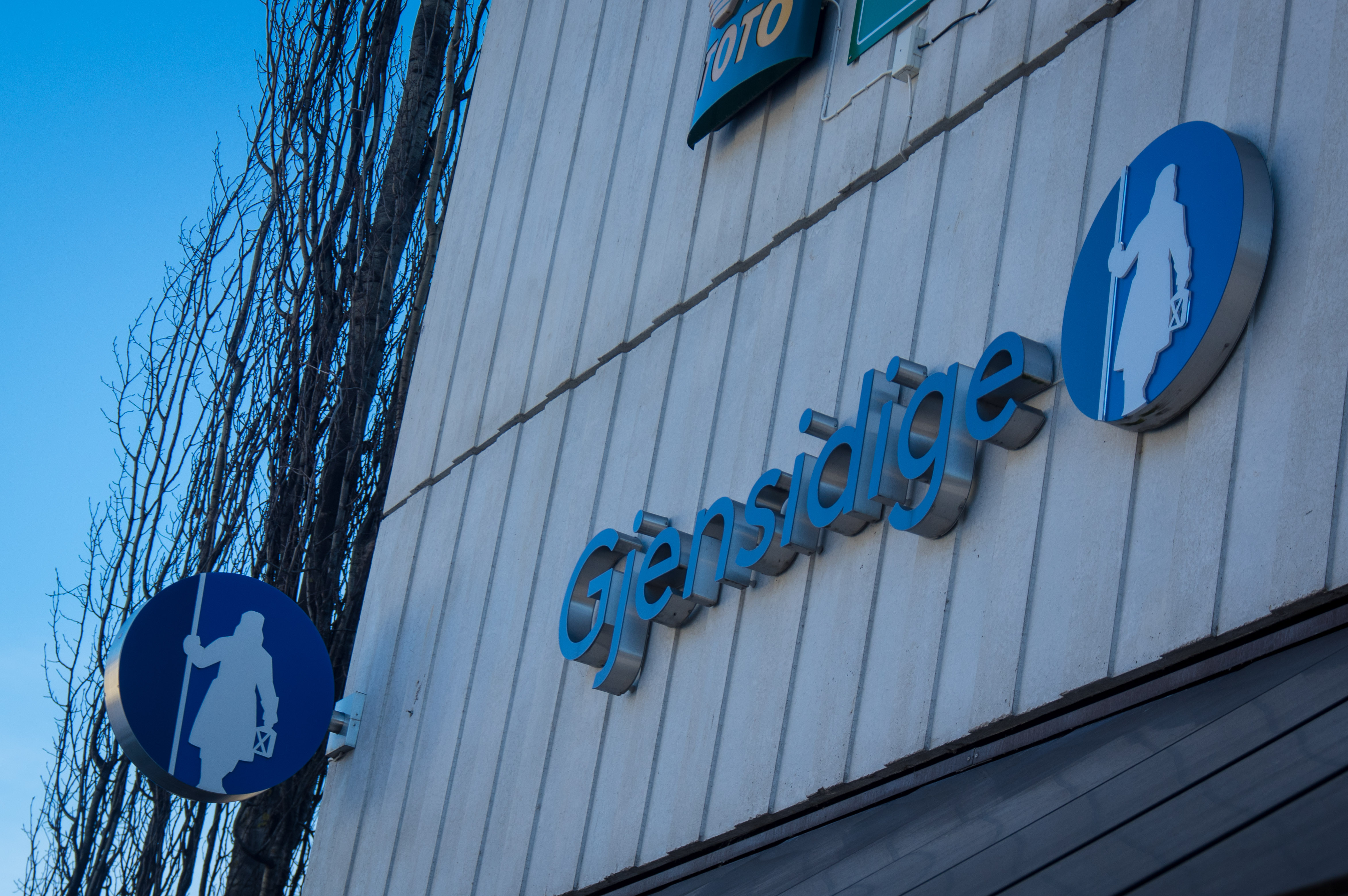
Fotografía de edificio de Gjensidige

Gjensidige Forsikring ASA es una compañía de seguros noruega. Los orígenes de la empresa se remontan a 1816, cuando se fundó una mutualidad de incendios con el nombre Land Gjensidige Brandkasse en lo que hoy es el condado de Oppland. Gjensidige se desmutualizó y pasó a cotizar en la Bolsa de Oslo en diciembre de 2010. La empresa, con sede en Oslo, tiene una cuota de mercado de aproximadamente el 25 % (2016) en el mercado noruego de seguros. La compañía tiene 36 sucursales en Noruega, sin incluir las mutuas de bomberos afiliadas, y 1 millón de clientes. Gjensidige tiene filiales en Dinamarca, Suecia y la Región Báltica.
La compañía ofrece todo tipo de seguros para clientes minoristas, agrícolas y comerciales. También ofrece productos de banca minorista a través de su filial Gjensidige Bank, así como productos de pensiones y ahorro.